# 綠色公民行動聯盟
綠色公民行動聯盟（簡稱：綠盟）是關注台灣環境保護的公民團體，前身為台灣環境保護聯盟台北分會（1992年成立），2000年6月轉型成立綠色公民行動聯盟協會。長期致力於台灣能源轉型、反核運動、污染監督，並協助「被犧牲的弱勢民眾與環境」以促進社會公義，創造永續環境。

## 宗旨
「綠色」指的是環境運動的永續理想；「公民行動」指的是環境保護必須落實在讓社會弱勢公民優先參與相關過程的重要性；「聯盟」指的是結合各種民眾的力量，促成跨領域、社區的交流對話與互助協力，共同推動公共政策走向國家資源合理分配、永續經營的理想社會。協會成立初期關注核電議題、河川流域議題、廢棄物處理政策、推動反焚化爐運動。在311福島核災後逐漸將工作重心轉移全心投入推動台灣反核運動，進行國內外核電及能源議題的資訊追蹤和研究，並號召、籌辦多次展現民間社會力量的倡議行動，強力監督能源政策，期盼台灣早日免於核能災變的威脅。並始終秉持「議題結盟、社區串連、公民行動、永續社會」的理念，推動以環境正義和社會公平為目標的社會行動。

## 關注議題

### 反核
從90年代開始投入貢寮的反核四運動，長年關注核電廠周遭環境與居民權益，與在地組織齊力揭露核電的風險、危害及不公義，以推動核電歸零為目標，並檢討台灣現有能源與產業政策的結構問題。在福島核災後，積極串聯與組織各地的反核行動，成為召集台灣反核遊行的訊息中心，擔任全國廢核行動平台的北部祕書處。其主張為，停用現有老舊核電廠，終止核四計劃，並關注核廢料存放議題，不再新增危害世代的核廢禍害，持續揭露核電工業鏈的現況與真相，拒絕核能壓迫，邁向無核家園。

### 能源轉型
綠盟長期關注台灣能源政策，拒絕高污染、高耗能的經濟發展方式，關注能源使用不正義造成的犧牲與污染，推動能源轉型方案，促成公民參與及監督政府能源治理，達到兼顧能源安全、 非核家園與低碳社會的能源政策。並與全台各地十多個關心能源改革的民間團體共同組成「能源轉型推動聯盟」，在各縣市逐一訪談、搜集政策資料、評比會議後，綜合考量質化與量化表現後，2016年公佈「2015年-2016年縣市節能評比」，2018年發佈「2017-2018年縣市政府能源政策評比」，期望透過評比促使各地縣市政府正向競爭，推出更理想的綠能與節能政策，更進一步打開台灣的能源轉型之路。

### 透明足跡
2016年綠盟建立追蹤企業污染的網站－「透明足跡」。從推動環境資訊公開做起，落實環境知情權，捲動公眾參與知情監督的角度出發，擴大民間參與，以環境數據為核心，建構企業環境資料庫，進而從數據找出政府環境治理的漏洞，提出污染管制修法及政策倡議，並分析企業污染數據，呈現企業污染的各種面向，找出讓企業負起環境社會責任的動力。透明足跡資料庫包含30,566 家公司，共73,527 家工廠的資料，及71,336 筆違規紀錄，121家工廠排放廢氣及376家工廠排放廢水的即時監測數據。彙整了1,487個集團的子母公司關係圖，涵蓋26,648家海內外公司。並於2016年1至11月間持續下載政府公開數據，發現台塑關係企業第六套輕油裂解廠有2萬5000筆超標數據，達到開罰標準者有262件，但卻沒有任何一筆開罰記錄。綠盟進一步將這些超標及違法數據與行政院環境保護署的資料比對時，發現這些超標數值都不見了。分別被註記成「固定污染源暫停運轉時監測設施之量測值」、「監測設施維修、保養量測值」、「其它無效量測值」當作無效。

## 廢核大遊行
2011年3月11日的福島核災發生後，4月8日民間團體共同發起「微笑向陽、遠離核災」廢核遊行，以向日葵為意象集結自主公民的力量，讓政府更重視核能的安全與人民的生命財產，並向政府表達「停建核四、三座現有核電廠不延役、檢討國家能源政策」的主要訴求。此後歷年舉辦廢核大遊行，並在2013年串聯全台上百個公民團體成立「全國廢核行動平台」，並共同發起「停止核四預算、拒絕危險核電」廢核大遊行，其中綠盟以北部秘書處身分執行規劃，全台台北台中高雄台東四地共22萬人上街，達到遊行人數高峰，其中北部遊行人數更破10萬人。2014年4月27日發起「停建核四、還權於民」大遊行，更號召民眾共同上街佔領忠孝西路事件，迫使當時的馬英九總統與行政院長江宜樺宣布核四全面停工封存

### 全國廢核行動平台
2013年3月9日全國廢核大遊行，北中南東共有22萬人上街，要求直接停建核四，北部、中部、南部、東部等數百個民間團體共同組成了「全國廢核行動平台」，並廣招環保、人權、工運、教育、性別、社福等各領域的公民團體，以「團體」作為成員單位，但不包含政黨組織，進行大規模的民間力量串聯，共同表達台灣民眾的反核聲音，要求直接停建核四。綠盟則作為全國廢核行動平台的北部秘書處，協助北部地區的團體組織串連、推動反核「柑仔店」串聯、舉辦核電歸零講座與核電影巡迴，並協助主辦北部廢核大遊行。

## 核電影
2013年綠盟創辦「核電影」，是台灣第一個以「核」為主的主題式影展，自2013年開始舉辦，每兩年一次。2013年以「零核時代：不核作運動」為題，選映了十九部來自日本、德國、法國、澳洲、印度等地的電影，其電影著重的不是關於核的知識，或是擁核／反核的論述，而是強調那些與核共存的人、動物、自然，呈現被牽動的生命、心境與狀態，誘發思考未知的核的未來。2014年以小型、低門檻、高彈性的方式開放各單位申請放映，不到一年時間就在全台各地一共累積了108場的放映場次，是台灣影展史上少見的獨立放映紀錄。2015年舉辦第二屆核電影，選映了13部來自全球「核能」議題的紀錄影片，內容不只討論核能的知識或論述，也包括對於核殤的現況與記憶。透過影片，看見與核共存的人、動物與自然如何被牽動，藉此回應在台灣的核能現況。2017年舉辦第三屆核電影，從核電議題的探討更延伸至能源正義議題，包括核電爭議、核災後續、氣候變遷、空氣污染、能源開發、環境權、人權等議題，共十九部作品來自芬蘭、俄羅斯、美國、日本、澳洲與台灣等地。

## 外部連結
- 官方网站 （繁體中文）
- 綠色公民行動聯盟Green Citizens' Action Alliance的Facebook專頁 （繁體中文）
- 綠色公民行動聯盟的X（前Twitter） （繁體中文）
- 透明足跡官方網站 （繁體中文）